# Élections municipales de 2020 dans le Tarn
Les élections municipales de 2020 dans le Tarn étaient prévues les 15 et 22 mars 2020. Comme dans le reste de la France, le report du second tour est annoncé en pleine crise sanitaire liée à la propagation du coronavirus (Covid-19).
Les informations suivantes concernent les seules communes de plus de 1 000 habitants situées dans le département du Tarn.

## Résultats au niveau départemental

### Maires sortants et maires élus
Le scrutin est marqué par une grande stabilité politique, à l'exception de Lescure-d'Albigeois qui passe à gauche, tandis que Saïx est gagné par la droite.
| Commune                 | Population | Maire sortant              | Parti | Parti | Maire élu                  | Parti | Parti |
| ----------------------- | ---------- | -------------------------- | ----- | ----- | -------------------------- | ----- | ----- |
| Albi                    | 49 024     | Stéphanie Guiraud-Chaumeil |       | DVD   | Stéphanie Guiraud-Chaumeil |       | DVD   |
| Aussillon               | 5 968      | Bernard Escudier           |       | DVG   | Fabrice Cabral             |       | DVG   |
| Carmaux                 | 9 356      | Alain Espié                |       | PS    | Jean-Louis Bousquet        |       | DVG   |
| Castres                 | 41 338     | Pascal Bugis               |       | DVD   | Pascal Bugis               |       | DVD   |
| Gaillac                 | 15 254     | Patrice Gausserand         |       | UDI   | Patrice Gausserand         |       | UDI   |
| Graulhet                | 12 542     | Claude Fita                |       | PS    | Blaise Aznar               |       | DVG   |
| Labruguière             | 6 523      | Jean-Louis Cabanac         |       | DVD   | David Cucullieres          |       | DVD   |
| Lavaur                  | 10 783     | Bernard Carayon            |       | LR    | Bernard Carayon            |       | LR    |
| Lescure-d'Albigeois     | 4 508      | Francis Salabert           |       | DVD   | Elisabeth Claverie         |       | DVG   |
| Lisle-sur-Tarn          | 4 634      | Maryline Lherm             |       | DVD   | Maryline Lherm             |       | DVD   |
| Mazamet                 | 9 969      | Olivier Fabre              |       | UDI   | Olivier Fabre              |       | UDI   |
| Rabastens               | 5 565      | Pierre Verdier             |       | DVG   | Nicolas Geraud             |       | DVG   |
| Saint-Juéry             | 6 814      | Jean-Paul Raynaud          |       | DVG   | David Donnez               |       | DVG   |
| Saint-Sulpice-la-Pointe | 8 934      | Raphaël Bernardin          |       | LREM  | Raphaël Bernardin          |       | LREM  |
| Saïx                    | 3 509      | Geneviève Dura             |       | PS    | Jacques Armengaud          |       | DVD   |

### Résultats dans les communes de plus de 1 000 habitants
|       | Divers gauche            | DVG            | 13 924 | 14,02 | 44    | 7 111  | 23,29 | 84  | 128   | 8,36  |  |  |  |  |
|       | Divers droite            | DVD            | 12 559 | 12,64 | 74    | 3 424  | 11,21 | 51  | 125   | 8,16  |  |  |  |  |
|       | Divers centre            | DVC            | 11 226 | 11,30 | 51    | 6 300  | 20,63 | 33  | 84    | 5,49  |  |  |  |  |
|       | Divers                   | DIV            | 6 229  | 6,27  | 48    | 3 344  | 10,95 | 32  | 80    | 5,23  |  |  |  |  |
|       | Rassemblement national   | RN             | 3 707  | 3,73  | 1     | 2 490  | 8,15  | 7   | 8     | 0,52  |  |  |  |  |
|       | Union de la gauche       | UG             | 2 984  | 3,00  | 3     | 5 916  | 19,37 | 13  | 16    | 1,05  |  |  |  |  |
|       | Les Républicains         | LR             | 2 428  | 2,44  | 27    |        |       |     | 27    | 1,76  |  |  |  |  |
|       | La République en marche  | REM            | 1 813  | 1,83  | 0     | 0      | 0,00  |     |       |       |  |  |  |  |
|       | Europe Écologie Les Vert | VEC            | 1 631  | 1,64  | 0     | 0      | 0,00  |     |       |       |  |  |  |  |
|       | Écologistes              | ECO            | 1 348  | 1,36  | 4     | 161    | 0,53  | 1   | 5     | 0,33  |  |  |  |  |
|       | Sans étiquette           | Sans étiquette | 41 473 | 41,76 | 1 020 | 1 791  | 5,87  | 38  | 1 058 | 69,11 |  |  |  |  |
|       |                          |                |        |       |       |        |       |     |       |       |  |  |  |  |
| Total | Total                    | Total          | 99 322 | 100   | 1 272 | 30 537 | 100   | 259 | 1 531 | 100   |  |  |  |  |

## Résultats dans les communes de plus de3 500 habitants

### Albi
- Maire sortant : Stéphanie Guiraud-Chaumeil (DVD)
- 43 sièges à pourvoir au conseil municipal (population légale 2017 : 48 970 habitants)
- 25 sièges à pourvoir au conseil communautaire (CA de l'Albigeois)

| Tête de liste            | Tête de liste              | Liste                    | Premier tour | Premier tour | Deuxième tour | Deuxième tour | Sièges | Sièges |
| Tête de liste            | Tête de liste              | Liste                    | Voix         | %            | Voix          | %             | CM     | CC     |
| ------------------------ | -------------------------- | ------------------------ | ------------ | ------------ | ------------- | ------------- | ------ | ------ |
|                          | Stéphanie Guiraud-Chaumeil | UDI-LR-Modem             | 4 825        | 39,10        | 6 117         | 49,94         | 33     | 19     |
|                          | Nathalie Ferrand-Lefranc   | PS-PCF-LFI-PRG           | 2 717        | 22,01        | 4 885         | 39,88         | 8      | 8      |
|                          | Pascal Pragnère            | EELV                     | 1 631        | 13,21        | 4 885         | 39,88         | 8      | 8      |
|                          | Frédéric Cabrolier         | RN                       | 1 353        | 10,96        | 1 245         | 10,16         | 2      | 1      |
|                          | Muriel Roques-Étienne      | LREM                     | 1 813        | 14,69        | Retrait       | Retrait       | 0      | 0      |
|                          |                            |                          |              |              |               |               |        |        |
| Exprimés                 | Exprimés                   | Exprimés                 | 12 339       | 97,50        | 12 247        | 97,66         |        |        |
| Votes blancs             | Votes blancs               | Votes blancs             | 99           | 0,78         | 135           | 1,08          |        |        |
| Votes nuls               | Votes nuls                 | Votes nuls               | 218          | 1,72         | 159           | 1,27          |        |        |
| Total                    | Total                      | Total                    | 12 656       | 100          | 12 541        | 100           | 43     | 25     |
| Abstention               | Abstention                 | Abstention               | 20 082       | 61,34        | 20 207        | 61,70         |        |        |
| Inscrits / participation | Inscrits / participation   | Inscrits / participation | 32 738       | 38,66        | 32 748        | 38,30         |        |        |

### Aussillon
- Maire sortant : Bernard Escudier (DVG)
- 29 sièges à pourvoir au conseil municipal (population légale 2017 : 5 892 habitants)
- 4 sièges à pourvoir au conseil communautaire (CA de Castres - Mazamet)

| Tête de liste            | Tête de liste            | Liste                    | Premier tour | Premier tour | Sièges | Sièges |
| Tête de liste            | Tête de liste            | Liste                    | Voix         | %            | CM     | CC     |
| ------------------------ | ------------------------ | ------------------------ | ------------ | ------------ | ------ | ------ |
|                          | Fabrice Cabral           | DVG                      | 1 313        | 70,36        | 25     | 4      |
|                          | Dominique Petit          | DVD                      | 553          | 29,63        | 4      | 0      |
|                          |                          |                          |              |              |        |        |
| Exprimés                 | Exprimés                 | Exprimés                 | 1 866        | 97,54        |        |        |
| Votes blancs             | Votes blancs             | Votes blancs             | 12           | 0,63         |        |        |
| Votes nuls               | Votes nuls               | Votes nuls               | 35           | 1,83         |        |        |
| Total                    | Total                    | Total                    | 1 913        | 100          | 29     | 4      |
| Abstention               | Abstention               | Abstention               | 2 397        | 55,61        |        |        |
| Inscrits / participation | Inscrits / participation | Inscrits / participation | 4 310        | 44,39        |        |        |

### Carmaux
- Maire sortant : Alain Espie (PS)
- 29 sièges à pourvoir au conseil municipal (population légale 2017 : 9 500 habitants)
- 15 sièges à pourvoir au conseil communautaire (CC Carmausin-Ségala)

| Tête de liste            | Tête de liste            | Liste                    | Premier tour | Premier tour | Deuxième tour | Deuxième tour | Sièges | Sièges |
| Tête de liste            | Tête de liste            | Liste                    | Voix         | %            | Voix          | %             | CM     | CC     |
| ------------------------ | ------------------------ | ------------------------ | ------------ | ------------ | ------------- | ------------- | ------ | ------ |
|                          | Jean-Louis Bousquet      | DVG                      | 925          | 31,65        | 1 483         | 49,04         | 23     | 12     |
|                          | Alain Espié              | UG                       | 1 027        | 35,14        | 1 031         | 34,09         | 5      | 3      |
|                          | Christian Legris         | RN                       | 611          | 20,91        | 327           | 10,81         | 1      | 0      |
|                          | Jean-Marc Fouillade      | DVC                      | 359          | 12,28        | 183           | 6,05          | 0      | 0      |
|                          |                          |                          |              |              |               |               |        |        |
| Exprimés                 | Exprimés                 | Exprimés                 | 2 922        | 95,21        | 3 024         | 95,82         |        |        |
| Votes blancs             | Votes blancs             | Votes blancs             | 57           | 1,86         | 51            | 1,62          |        |        |
| Votes nuls               | Votes nuls               | Votes nuls               | 90           | 2,93         | 81            | 2,57          |        |        |
| Total                    | Total                    | Total                    | 3 069        | 100          | 3 156         | 100           | 29     | 15     |
| Abstention               | Abstention               | Abstention               | 3 876        | 55,81        | 3 738         | 54,22         |        |        |
| Inscrits / participation | Inscrits / participation | Inscrits / participation | 6 945        | 44,19        | 6 894         | 45,78         |        |        |

### Castres
- Maire sortant : Pascal Bugis (DVD)
- 43 sièges à pourvoir au conseil municipal (population légale 2017 : 41 636 habitants)
- 29 sièges à pourvoir au conseil communautaire (CA de Castres - Mazamet)

| Tête de liste            | Tête de liste            | Liste                    | Premier tour | Premier tour | Sièges | Sièges |
| Tête de liste            | Tête de liste            | Liste                    | Voix         | %            | CM     | CC     |
| ------------------------ | ------------------------ | ------------------------ | ------------ | ------------ | ------ | ------ |
|                          | Pascal Bugis             | DVD                      | 6 554        | 57,18        | 35     | 24     |
|                          | Guillaume Arcese         | DVC                      | 2 073        | 18,08        | 4      | 2      |
|                          | André Martinez           | UG                       | 1 957        | 17,07        | 3      | 2      |
|                          | Jean Jacques Gros        | RN                       | 877          | 7,65         | 1      | 1      |
|                          |                          |                          |              |              |        |        |
| Exprimés                 | Exprimés                 | Exprimés                 | 11 461       | 97,69        |        |        |
| Votes blancs             | Votes blancs             | Votes blancs             | 84           | 0,72         |        |        |
| Votes nuls               | Votes nuls               | Votes nuls               | 187          | 1,59         |        |        |
| Total                    | Total                    | Total                    | 11 732       | 100          | 43     | 29     |
| Abstention               | Abstention               | Abstention               | 18 219       | 60,83        |        |        |
| Inscrits / participation | Inscrits / participation | Inscrits / participation | 29 951       | 39,17        |        |        |

### Gaillac
- Maire sortant : Patrice Gausserand (UDI)
- 33 sièges à pourvoir au conseil municipal (population légale 2017 : 15 294 habitants)
- 15 sièges à pourvoir au conseil communautaire (Gaillac Graulhet Agglomération)

| Tête de liste            | Tête de liste            | Liste                    | Premier tour | Premier tour | Deuxième tour | Deuxième tour | Sièges | Sièges |
| Tête de liste            | Tête de liste            | Liste                    | Voix         | %            | Voix          | %             | CM     | CC     |
| ------------------------ | ------------------------ | ------------------------ | ------------ | ------------ | ------------- | ------------- | ------ | ------ |
|                          | Patrice Gausserand       | DVD                      | 2 071        | 47,67        | 2 011         | 52,87         | 26     | 12     |
|                          | Marie-Françoise Bonello  | DVG                      | 803          | 18,48        | 1 065         | 28,00         | 5      | 2      |
|                          | Gabriel Carramusa        | DVG                      | 478          | 11,00        | 1 065         | 28,00         | 5      | 2      |
|                          | Dominique Boyer          | Divers                   | 547          | 12,59        | 409           | 10,75         | 1      | 1      |
|                          | Thomas Domenech          | DVG                      | 445          | 10,24        | 318           | 8,36          | 1      | 0      |
|                          |                          |                          |              |              |               |               |        |        |
| Exprimés                 | Exprimés                 | Exprimés                 | 4 344        | 97,12        | 3 803         | 97,24         |        |        |
| Votes blancs             | Votes blancs             | Votes blancs             | 41           | 0,92         | 49            | 1,25          |        |        |
| Votes nuls               | Votes nuls               | Votes nuls               | 88           | 1,97         | 59            | 1,51          |        |        |
| Total                    | Total                    | Total                    | 4 473        | 100          | 3 911         | 100           | 33     | 15     |
| Abstention               | Abstention               | Abstention               | 6 036        | 57,44        | 6 605         | 62,81         |        |        |
| Inscrits / participation | Inscrits / participation | Inscrits / participation | 10 509       | 42,56        | 10 516        | 37,19         |        |        |

### Graulhet
- Maire sortant : Claude Fita (PS)
- 33 sièges à pourvoir au conseil municipal (population légale 2017 : 12 618 habitants)
- 12 sièges à pourvoir au conseil communautaire (Gaillac Graulhet Agglomération)

| Tête de liste            | Tête de liste            | Liste                    | Premier tour | Premier tour | Deuxième tour | Deuxième tour | Sièges | Sièges |
| Tête de liste            | Tête de liste            | Liste                    | Voix         | %            | Voix          | %             | CM     | CC     |
| ------------------------ | ------------------------ | ------------------------ | ------------ | ------------ | ------------- | ------------- | ------ | ------ |
|                          | Blaise Aznar             | DVG                      | 1 280        | 35,03        | 1 578         | 44,01         | 24     | 9      |
|                          | Jean-Luc Joly            | Divers                   | 758          | 20,75        | 1 089         | 30,37         | 5      | 2      |
|                          | Julien Bacou             | RN                       | 866          | 23,70        | 918           | 25,60         | 4      | 1      |
|                          | Jean-Luc Cathalau        | Divers                   | 498          | 13,63        | Retrait       | Retrait       | 0      | 0      |
|                          | Jean-Claude Amalric      | DVC                      | 251          | 6,87         |               |               | 0      | 0      |
|                          |                          |                          |              |              |               |               |        |        |
| Exprimés                 | Exprimés                 | Exprimés                 | 3 653        | 96,23        | 3 585         | 96,60         |        |        |
| Votes blancs             | Votes blancs             | Votes blancs             | 53           | 1,40         | 42            | 1,13          |        |        |
| Votes nuls               | Votes nuls               | Votes nuls               | 90           | 2,37         | 84            | 2,26          |        |        |
| Total                    | Total                    | Total                    | 3 796        | 100          | 3 711         | 100           | 33     | 12     |
| Abstention               | Abstention               | Abstention               | 5 305        | 58,29        | 5 352         | 59,05         |        |        |
| Inscrits / participation | Inscrits / participation | Inscrits / participation | 9 101        | 41,71        | 9 063         | 40,95         |        |        |

### Labruguière
- Maire sortant : Jean-Louis Cabanac (DVD)
- 29 sièges à pourvoir au conseil municipal (population légale 2017 : 6 535 habitants)
- 4 sièges à pourvoir au conseil communautaire (CA de Castres - Mazamet)

| Tête de liste            | Tête de liste            | Liste                    | Premier tour | Premier tour | Sièges | Sièges |
| Tête de liste            | Tête de liste            | Liste                    | Voix         | %            | CM     | CC     |
| ------------------------ | ------------------------ | ------------------------ | ------------ | ------------ | ------ | ------ |
|                          | David Cucullieres        | Divers                   | 1 456        | 61,56        | 24     | 3      |
|                          | Michel Gayraud           | DVD                      | 909          | 38,43        | 5      | 1      |
|                          |                          |                          |              |              |        |        |
| Exprimés                 | Exprimés                 | Exprimés                 | 2 365        | 96,37        |        |        |
| Votes blancs             | Votes blancs             | Votes blancs             | 36           | 1,47         |        |        |
| Votes nuls               | Votes nuls               | Votes nuls               | 53           | 2,16         |        |        |
| Total                    | Total                    | Total                    | 2 454        | 100          | 29     | 4      |
| Abstention               | Abstention               | Abstention               | 2 559        | 51,05        |        |        |
| Inscrits / participation | Inscrits / participation | Inscrits / participation | 5 013        | 48,95        |        |        |

### Lavaur
- Maire sortant : Bernard Carayon (LR)
- 33 sièges à pourvoir au conseil municipal (population légale 2017 : 10 811 habitants)
- 16 sièges à pourvoir au conseil communautaire (CC Tarn-Agout)

| Tête de liste            | Tête de liste            | Liste                    | Premier tour | Premier tour | Sièges | Sièges |
| Tête de liste            | Tête de liste            | Liste                    | Voix         | %            | CM     | CC     |
| ------------------------ | ------------------------ | ------------------------ | ------------ | ------------ | ------ | ------ |
|                          | Bernard Carayon          | LR                       | 2 428        | 60,14        | 27     | 13     |
|                          | Pauline Albouy- Pomponne | ECO                      | 1 085        | 26,87        | 4      | 2      |
|                          | Vincent Thénard          | DVC                      | 524          | 12,97        | 2      | 1      |
|                          |                          |                          |              |              |        |        |
| Exprimés                 | Exprimés                 | Exprimés                 | 4 037        | 97,21        |        |        |
| Votes blancs             | Votes blancs             | Votes blancs             | 53           | 1,28         |        |        |
| Votes nuls               | Votes nuls               | Votes nuls               | 63           | 1,52         |        |        |
| Total                    | Total                    | Total                    | 4 153        | 100          | 33     | 16     |
| Abstention               | Abstention               | Abstention               | 4 333        | 51,06        |        |        |
| Inscrits / participation | Inscrits / participation | Inscrits / participation | 8 486        | 48,94        |        |        |

### Lescure-d'Albigeois
- Maire sortant : Francis Salabert (DVD)
- 27 sièges à pourvoir au conseil municipal (population légale 2017 : 4 577 habitants)
- 3 sièges à pourvoir au conseil communautaire (CA de l'Albigeois)

| Tête de liste            | Tête de liste            | Liste                    | Premier tour | Premier tour | Deuxième tour | Deuxième tour | Sièges | Sièges |
| Tête de liste            | Tête de liste            | Liste                    | Voix         | %            | Voix          | %             | CM     | CC     |
| ------------------------ | ------------------------ | ------------------------ | ------------ | ------------ | ------------- | ------------- | ------ | ------ |
|                          | Elisabeth Claverie       | DVG                      | 716          | 37,25        | 944           | 43,18         | 20     | 2      |
|                          | Ghislain Pellieux        | DVG                      | 679          | 35,32        | 683           | 31,24         | 4      | 1      |
|                          | Francis Salabert         | DVD                      | 527          | 27,41        | 559           | 25,57         | 3      | 0      |
|                          |                          |                          |              |              |               |               |        |        |
| Exprimés                 | Exprimés                 | Exprimés                 | 1 922        | 97,66        | 2 186         | 97,68         |        |        |
| Votes blancs             | Votes blancs             | Votes blancs             | 27           | 1,37         | 28            | 1,25          |        |        |
| Votes nuls               | Votes nuls               | Votes nuls               | 19           | 0,97         | 24            | 1,07          |        |        |
| Total                    | Total                    | Total                    | 1 968        | 100          | 2 238         | 100           | 27     | 3      |
| Abstention               | Abstention               | Abstention               | 1 677        | 46,01        | 1 407         | 38,60         |        |        |
| Inscrits / participation | Inscrits / participation | Inscrits / participation | 3 645        | 53,99        | 3 645         | 61,40         |        |        |

### Lisle-sur-Tarn
- Maire sortant : Maryline Lherm (SE)
- 27 sièges à pourvoir au conseil municipal (population légale 2017 : 4 694 habitants)
- 4 sièges à pourvoir au conseil communautaire (Gaillac Graulhet Agglomération)

| Tête de liste            | Tête de liste            | Liste                    | Premier tour | Premier tour | Sièges | Sièges |
| Tête de liste            | Tête de liste            | Liste                    | Voix         | %            | CM     | CC     |
| ------------------------ | ------------------------ | ------------------------ | ------------ | ------------ | ------ | ------ |
|                          | Maryline Lherm           | DVC                      | 1 266        | 61,51        | 22     | 3      |
|                          | Philippe Mayeras         | DVG                      | 792          | 38,48        | 5      | 1      |
|                          |                          |                          |              |              |        |        |
| Exprimés                 | Exprimés                 | Exprimés                 | 2 058        | 97,49        |        |        |
| Votes blancs             | Votes blancs             | Votes blancs             | 20           | 0,95         |        |        |
| Votes nuls               | Votes nuls               | Votes nuls               | 33           | 1,56         |        |        |
| Total                    | Total                    | Total                    | 2 111        | 100          | 27     | 4      |
| Abstention               | Abstention               | Abstention               | 1 704        | 44,67        |        |        |
| Inscrits / participation | Inscrits / participation | Inscrits / participation | 3 815        | 55,33        |        |        |

### Mazamet
- Maire sortant : Olivier Fabre (DVD)
- 33 sièges à pourvoir au conseil municipal (population légale 2017 : 10 013 habitants)
- 7 sièges à pourvoir au conseil communautaire (CA de Castres - Mazamet)

| Tête de liste            | Tête de liste            | Liste                    | Premier tour | Premier tour | Sièges | Sièges |
| Tête de liste            | Tête de liste            | Liste                    | Voix         | %            | CM     | CC     |
| ------------------------ | ------------------------ | ------------------------ | ------------ | ------------ | ------ | ------ |
|                          | Olivier Fabre            | DVD                      | 1 817        | 100,00       | 33     | 7      |
|                          |                          |                          |              |              |        |        |
| Exprimés                 | Exprimés                 | Exprimés                 | 1 817        | 85,39        |        |        |
| Votes blancs             | Votes blancs             | Votes blancs             | 158          | 7,42         |        |        |
| Votes nuls               | Votes nuls               | Votes nuls               | 153          | 7,19         |        |        |
| Total                    | Total                    | Total                    | 2 128        | 100          | 33     | 7      |
| Abstention               | Abstention               | Abstention               | 5 025        | 70,25        |        |        |
| Inscrits / participation | Inscrits / participation | Inscrits / participation | 7 153        | 29,75        |        |        |

### Rabastens
- Maire sortant : Pierre Verdier (DVG)
- 29 sièges à pourvoir au conseil municipal (population légale 2017 : 5 620 habitants)
- 5 sièges à pourvoir au conseil communautaire (Gaillac Graulhet Agglomération)

| Tête de liste            | Tête de liste            | Liste                    | Premier tour | Premier tour | Deuxième tour | Deuxième tour | Sièges | Sièges |
| Tête de liste            | Tête de liste            | Liste                    | Voix         | %            | Voix          | %             | CM     | CC     |
| ------------------------ | ------------------------ | ------------------------ | ------------ | ------------ | ------------- | ------------- | ------ | ------ |
|                          | Nicolas Geraud           | Divers                   | 801          | 34,39        | 1 037         | 42,90         | 21     | 4      |
|                          | Sarah Campredon          | Divers                   | 719          | 30,87        | 809           | 33,47         | 5      | 1      |
|                          | Alain Brest              | DVG                      | 546          | 23,44        | 410           | 16,96         | 2      | 0      |
|                          | Sandrine Madesclair      | ECO                      | 263          | 11,29        | 161           | 6,66          | 1      | 0      |
|                          |                          |                          |              |              |               |               |        |        |
| Exprimés                 | Exprimés                 | Exprimés                 | 2 329        | 96,00        | 2 417         | 97,30         |        |        |
| Votes blancs             | Votes blancs             | Votes blancs             | 50           | 2,06         | 32            | 1,29          |        |        |
| Votes nuls               | Votes nuls               | Votes nuls               | 47           | 1,94         | 35            | 1,41          |        |        |
| Total                    | Total                    | Total                    | 2 426        | 100          | 2 484         | 100           | 29     | 5      |
| Abstention               | Abstention               | Abstention               | 2 014        | 45,36        | 1 962         | 44,13         |        |        |
| Inscrits / participation | Inscrits / participation | Inscrits / participation | 4 440        | 54,64        | 4 446         | 55,87         |        |        |

### Saint-Juéry
- Maire sortant : Jean-Paul Raynaud (DVG)
- 29 sièges à pourvoir au conseil municipal (population légale 2017 : 6 818 habitants)
- 5 sièges à pourvoir au conseil communautaire (CA de l'Albigeois)

| Tête de liste            | Tête de liste            | Liste                    | Premier tour | Premier tour | Sièges | Sièges |
| Tête de liste            | Tête de liste            | Liste                    | Voix         | %            | CM     | CC     |
| ------------------------ | ------------------------ | ------------------------ | ------------ | ------------ | ------ | ------ |
|                          | David Donnez             | Divers                   | 1 450        | 60,01        | 24     | 4      |
|                          | Jean-Paul Raynaud        | DVG                      | 727          | 30,09        | 4      | 1      |
|                          | Dominique Baloup         | DVG                      | 239          | 9,89         | 1      | 0      |
|                          |                          |                          |              |              |        |        |
| Exprimés                 | Exprimés                 | Exprimés                 | 2 416        | 96,79        |        |        |
| Votes blancs             | Votes blancs             | Votes blancs             | 33           | 1,32         |        |        |
| Votes nuls               | Votes nuls               | Votes nuls               | 47           | 1,88         |        |        |
| Total                    | Total                    | Total                    | 2 496        | 100          | 29     | 5      |
| Abstention               | Abstention               | Abstention               | 2 444        | 49,47        |        |        |
| Inscrits / participation | Inscrits / participation | Inscrits / participation | 4 940        | 50,53        |        |        |

### Saint-Sulpice-la-Pointe
- Maire sortant : Raphaël Bernardin (LREM)
- 29 sièges à pourvoir au conseil municipal (population légale 2017 : 9 117 habitants)
- 13 sièges à pourvoir au conseil communautaire (CC Tarn-Agout)

| Tête de liste            | Tête de liste            | Liste                    | Premier tour | Premier tour | Sièges | Sièges |
| Tête de liste            | Tête de liste            | Liste                    | Voix         | %            | CM     | CC     |
| ------------------------ | ------------------------ | ------------------------ | ------------ | ------------ | ------ | ------ |
|                          | Raphaël Bernardin        | DVC                      | 1 603        | 55,81        | 23     | 11     |
|                          | Julien Lassalle          | DVG                      | 873          | 30,39        | 4      | 2      |
|                          | Sebastien Bros           | DVD                      | 396          | 13,78        | 2      | 0      |
|                          |                          |                          |              |              |        |        |
| Exprimés                 | Exprimés                 | Exprimés                 | 2 872        | 97,03        |        |        |
| Votes blancs             | Votes blancs             | Votes blancs             | 49           | 1,66         |        |        |
| Votes nuls               | Votes nuls               | Votes nuls               | 39           | 1,32         |        |        |
| Total                    | Total                    | Total                    | 2 960        | 100          | 29     | 13     |
| Abstention               | Abstention               | Abstention               | 3 335        | 52,98        |        |        |
| Inscrits / participation | Inscrits / participation | Inscrits / participation | 6 295        | 47,02        |        |        |

### Saïx
- Maire sortant : Geneviève Dura (PS)
- 27 sièges à pourvoir au conseil municipal (population légale 2017 : 3 548 habitants)
- 6 sièges à pourvoir au conseil communautaire (CC du Sor et de l'Agout)

| Tête de liste            | Tête de liste            | Liste                    | Premier tour | Premier tour | Deuxième tour | Deuxième tour | Sièges | Sièges |
| Tête de liste            | Tête de liste            | Liste                    | Voix         | %            | Voix          | %             | CM     | CC     |
| ------------------------ | ------------------------ | ------------------------ | ------------ | ------------ | ------------- | ------------- | ------ | ------ |
|                          | Jacques Armengaud        | DVD                      | 641          | 44,26        | 854           | 57,54         | 22     | 5      |
|                          | Francis Paulin           | DVG                      | 482          | 33,28        | 630           | 42,45         | 5      | 1      |
|                          | Jean-Michel Siméoni      | DVC                      | 325          | 22,44        | Retrait       | Retrait       | 0      | 0      |
|                          |                          |                          |              |              |               |               |        |        |
| Exprimés                 | Exprimés                 | Exprimés                 | 1 448        | 96,28        | 1 484         | 96,43         |        |        |
| Votes blancs             | Votes blancs             | Votes blancs             | 18           | 1,20         | 19            | 1,23          |        |        |
| Votes nuls               | Votes nuls               | Votes nuls               | 38           | 2,53         | 36            | 2,34          |        |        |
| Total                    | Total                    | Total                    | 1 504        | 100          | 1 539         | 100           | 27     | 6      |
| Abstention               | Abstention               | Abstention               | 1 244        | 45,27        | 1 208         | 43,98         |        |        |
| Inscrits / participation | Inscrits / participation | Inscrits / participation | 2 748        | 54,73        | 2 747         | 56,02         |        |        |